# Consumo de oxígeno
El consumo de oxígeno (VO2), en fisiología, corresponde al volumen de oxígeno que el cuerpo consume, que se relaciona con el metabolismo de la persona en determinadas condiciones fisiológicas (reposo o ejercicio). Es un valor complejo que varía con el sexo, la edad y la superficie corporal, además de variar en cuadros donde está afectada la actividad metabólica (por ejemplo hipertiroidismo, sepsis, etc.). El valor normal, en estado basal, es 3,5 ml/kg/min, donde el ml representa el volumen de oxígeno consumido, min el tiempo transcurrido y kg la masa corporal. El consumo de oxígeno es imprescindible para el ser humano.
- Datos: Q5784906